# پلاینفلد
پلاینفلد (به آلمانی: Pleinfeld) یک منطقهٔ مسکونی در آلمان است که در وایسنبورگ-گونتسنهاوزن واقع شده‌است.

## خواهرخوانده
شهر کیلارنی خواهرخواندهٔ پلاینفلد هست.